# フランチェスコ・カーザグランデ
フランチェスコ・カーザグランデ（Francesco Casagrande、1970年9月14日 - ）は、イタリア、フィレンツェ出身の元自転車競技（ロードレース）選手。

## 来歴
1991年
- ベビー・ジロ 総合優勝

1994年
- ジロ・ディ・トスカーナ 優勝
- グラン・プレミオ・インドゥストリア・エ・アルティジャナート 優勝
- ジロ・デッレミリア 優勝
- ミラノ〜トリノ 優勝
- フィレンツェ〜ピストイア 優勝

1995年
- ジロ・デッラッペンニーノ 優勝
- コッパ・プラッチ 優勝
- フィレンツェ〜ピストイア 優勝
- ジロ・デ・イタリア 総合10位

1996年
- ティレーノ〜アドリアティコ 総合優勝
- バスク一周 総合優勝、区間2勝（第2、5b）

1997年
- ジロ・ディ・ロマーニャ 優勝
- ツール・ド・フランス 総合6位
- ジロ・ディ・ロンバルディア 3位

1998年
- ジロ・デル・トレンティーノ、ツール・ド・ロマンディで、ともに総合3位に入ったが、レース後、テストステロンの陽性反応が出た。当年9月に半年間の出場停止並びに2000スイスフランの罰金が科せられた[1]。
- クラシカ・サンセバスティアン 優勝
- トロフェオ・マッテオッティ 優勝

1999年
- ツール・ド・スイス 総合優勝、区間1勝（第8）
- クラシカ・サンセバスティアン 優勝
- トロフェオ・マッテオッティ 優勝
- 世界選手権自転車競技大会ロードレース 4位

2000年
- スビダ・ウルキオラ 優勝
- フレッシュ・ワロンヌ 優勝
- ジロ・デ・イタリア 山岳賞、総合2位、区間1勝（第9）
- コッパ・プラッチ 優勝
- HEW・サイクラシックス 2位
- ジロ・ディ・ロンバルディア 2位
- チューリッヒ選手権 3位
- UCI・ロードワールドランキングス 年間第1位

2001年
- ジロ・デル・トレンティーノ 総合優勝、区間1勝（第1）
- コッパ・アゴストーニ 優勝
- トロフェオ・メリンダ 優勝
- クラシカ・サンセバスティアン 2位

2002年
- セッティマーナ・インテルナツィオナーレ・ディ・コッピ・エ・バルタリ 総合優勝
- ジロ・デル・トレンティーノ 総合優勝、区間1勝（第2）
- ツール・ド・スイス 区間1勝（第5）
- ブエルタ・ア・エスパーニャ 総合7位

2003年
- ツール・ド・スイス 区間2勝（第3・5）
- コッパ・アゴストーニ 優勝
- トロフェオ・メリンダ 優勝

2004年
- 9月1日、ヘマトクリット値に異常値が見つかり、当年のブエルタ・ア・エスパーニャへの出場を拒まれた。当年9月21日、ランプレから契約解除を受けた[2]。

2005年
- 5月1日、ナトゥリーノ＝サポーネ・ディ・マーレから契約解除を受け、そのまま引退。